# Veró
Veró o El Corral de Bayuetu es un pueblo situado en el Valle de Santa Bárbara (San Martín), perteneciente al municipio asturiano de San Martín del Rey Aurelio, en España.

## Turismo
Por Veró pasa la Ruta de los Molinos, ya que a escasa distancia del pueblo está situado el Molín de Veró, restaurado por vecinos y descendientes del pueblo en el año 2001. Más cercano al pueblo se encuentra un lavadero restaurado recientemente por el Ayuntamiento de San Martín del Rey Aurelio 

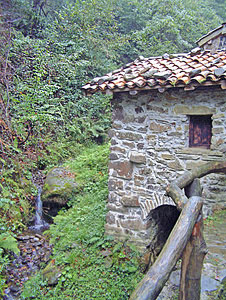
Molino de Veró

### Molín de Veró
Fue restaurado por iniciativa vecinal entre los años 2002 y 2003. Aunque no existen datos escritos, la tradición popular marca su antigüedad en cerca de 300 años.
La estructura es de planta rectangular, con tejado a dos aguas, y edificado en piedra y ladrillo. Es muy similar al resto de molinos en el valle de Santa Bárbara.
Se sitúa a una altura muy elevada en la montaña, haciendo que el curso de agua en el que se encuentra, sea demasiado irregular y estacionario, por lo cual, entre los meses de mayo y diciembre, es insuficiente para su correcto funcionamiento. Posiblemente por ello el "cubu" sea de un mayor tamaño, para poder almacenar agua en  épocas de bajo caudal.